# Albert Goursaud
 (août 2017).
Si vous disposez d'ouvrages ou d'articles de référence ou si vous connaissez des sites web de qualité traitant du thème abordé ici, merci de compléter l'article en donnant les références utiles à sa vérifiabilité et en les liant à la section « Notes et références ».
Albert Goursaud (né le 11 juin 1899 à La Couronne en Charente et mort en septembre 1970 à Vaucresson) est un contre-amiral et ethnologue français, auteur de la Société rurale traditionnelle en Limousin, série d'ouvrages de référence concernant les arts et traditions populaires en Limousin.

## Biographie
Albert Goursaud naît en Charente d'un père négociant en vins, originaire de Rochechouart (Haute-Vienne) qui retourne s'y établir avec sa famille peu après la naissance d'Albert.
En 1911, le jeune garçon intègre le collège de Saint-Yrieix, établissement qu'il fréquentera jusqu'à l'obtention de son baccalauréat. En 1918, il devance l'appel et choisit la Marine. Il est incorporé à Brest et embarque à bord du contre-torpilleur Dehorter à destination de la mer du Nord. Démobilisé à la fin de la guerre, il est quartier-maître timonier. Il rejoint Paris, passe sa licence en droit puis prépare le concours du ministère de la Marine où il est reçu en 1923.
En 1925, il épouse à Rochechouart Edmée Goursaud.
De fréquents séjour en Limousin s'accompagnent de solides recherches ethnographiques qui lui permettent de collecter d'innombrables informations sur la vie et les coutumes locales. il suit notamment les cours d'ethnographie de l’École du Louvre, correspondant avec Georges-Henri Rivière et l'une des disciples de celui-ci, Odette Teissier du Cros. 
Il achève sa carrière avec le rang de contre-amiral en qualité d'administrateur général au ministère de la Marine. Sa retraite sera consacrée à la préparation et publication de son œuvre sur le Limousin.

## Publications
- Pierres à légendes et pierres curieuses du Limousin (département de la Haute-Vienne). Société d’ethnographie du Limousin de la Marche et des régions voisines, 1969.
- La Société rurale traditionnelle en Limousin : ethnographie et folklore du Haut-Limousin et de la Basse-Marche. G.-P. Maisonneuve & Larose, 1976. 4 volumes  (ISBN 2-7068-0611-7)

### Récompenses et distinctions
- Officier de la Légion d'honneur
- Chevalier de l'ordre du Mérite maritime